# Knjażewo
Knjażewo (bułg. Княжево) – wieś w południowej Bułgarii, w obwodzie Chaskowo, w gminie Topołowgrad.